# فردن (أوكلاهوما)
فردن (بالإنجليزية: Verden town, Oklahoma)‏ هي بلدة تقع بولاية أوكلاهوما في الولايات المتحدة. تبلغ مساحتها 0.92 كم2، وترتفع عن سطح البحر 346 م، بلغ عدد سكانها 530 نسمة في عام 2010 حسب إحصاء مكتب تعداد الولايات المتحدة وتصل الكثافة السكانية فيها 576.1 نسمة لكل كيلومتر مربع (1,492.1/ميل2).

## التركيبة السكانية
حدّد مكتب تعداد الولايات المتحدة بيانات التركيبة السكانية لفردن في تعداد الولايات المتحدة. في ما يلي، التركيبة السكانية حسب تعدادي 2000 و2010.

### تعداد عام 2000
بلغ عدد سكان فردن 659 نسمة بحسب تعداد عام 2000، وبلغ عدد الأسر 246 أسرة وعدد العائلات 182 عائلة مقيمة في البلدة. في حين سجلت الكثافة السكانية 716.3 نسمة لكل كيلومتر مربع (1,855.2/ميل2). وبلغ عدد الوحدات السكنية 280 وحدة بمتوسط كثافة قدره 304.3 لكل كيلومتر مربع (788.1/ميل2).
وتوزع التركيب العرقي للبلدة بنسبة 90.44% من البيض و6.07% من الأمريكيين الأصليين و0.15% من الأمريكيين ذوي الأصول الآسيوية و0.15% من الأعراق الأخرى و3.19% من عرقين مختلطين أو أكثر و0.61% من الهسبانيون أو اللاتينيون من أي عرق.
بلغ عدد الأسر 246 أسرة كانت نسبة 41.5% منها لديها أطفال تحت سن الثامنة عشر تعيش معهم، وبلغت نسبة الأزواج القاطنين مع بعضهم البعض 59.3% من أصل المجموع الكلي للأسر، ونسبة 9.3% من الأسر كان لديها معيلات من الإناث دون وجود شريك، بينما كانت نسبة 5.3% من الأسر لديها معيلون من الذكور دون وجود شريكة وكانت نسبة 26% من غير العائلات. تألفت نسبة 24% من أصل جميع الأسر من عدة أفراد يعيشون في نفس المنزل ونسبة 9.3% كانت تتألف من شخص يعيش بمفرده يبلغ من العمر 65 عاماً أو أكثر. وبلغ متوسط حجم الأسرة المعيشية 2.68، أما متوسط حجم العائلات فبلغ 3.14.
بلغ العمر الوسطي للسكان 33.9 عاماً. وكانت نسبة 32% من القاطنين تحت سن الثامنة عشر، وكانت نسبة 6.4% بين الثامنة عشر والرابعة والعشرين عاماً، ونسبة 29.7% كانت واقعةً في الفئة العمرية ما بين الخامسة والعشرين والرابعة والأربعين عاماً، ونسبة 19.3% كانت ما بين الخامسة والأربعين والرابعة والستين، ونسبة 12.6% كانت ضمن فئة الخامسة والستين عاماً فما فوق. يوجد لكل 100 أنثى 83.1 ذكر، ويوجد لكل 100 أنثى في الثامنة عشر من عمرها فما فوق 88.2 ذكر.
بلغ متوسط دخل الأسرة في البلدة 23,667 دولارًا، أما متوسط دخل العائلة فبلغ 26,833 دولارًا. وكان متوسط دخل الذكور 24,063 دولارًا مقابل 20,469 دولارًا للإناث. وسجل دخل الفرد الخاص بالبلدة 11,617 دولارًا. وكانت نسبة 11.6% من العائلات ونسبة 13.4% من السكان تحت خط الفقر، وكان من هؤلاء نسبة 11.2% تحت سن الثامنة عشر ونسبة 10.3% في الخامسة والستين من العمر وما فوق.

### تعداد عام 2010
بلغ عدد سكان فردن 530 نسمة بحسب تعداد عام 2010، وبلغ عدد الأسر 218 أسرة وعدد العائلات 146 عائلة مقيمة في البلدة. في حين سجلت الكثافة السكانية 576.1 نسمة لكل كيلومتر مربع (1,492.1/ميل2). وبلغ عدد الوحدات السكنية 250 وحدة بمتوسط كثافة قدره 271.7 لكل كيلومتر مربع (703.7/ميل2).
وتوزع التركيب العرقي للبلدة بنسبة 86.42% من البيض و7.55% من الأمريكيين الأصليين و0.19% من سكان جزر المحيط الهادئ و0.57% من الأعراق الأخرى و5.28% من عرقين مختلطين أو أكثر و4.34% من الهسبانيون أو اللاتينيون من أي عرق.
بلغ عدد الأسر 218 أسرة كانت نسبة 30.7% منها لديها أطفال تحت سن الثامنة عشر تعيش معهم، وبلغت نسبة الأزواج القاطنين مع بعضهم البعض 48.6% من أصل المجموع الكلي للأسر، ونسبة 11.9% من الأسر كان لديها معيلات من الإناث دون وجود شريك، بينما كانت نسبة 6.4% من الأسر لديها معيلون من الذكور دون وجود شريكة وكانت نسبة 33% من غير العائلات. تألفت نسبة 29.8% من أصل جميع الأسر من عدة أفراد يعيشون في نفس المنزل ونسبة 13.3% كانت تتألف من شخص يعيش بمفرده يبلغ من العمر 65 عاماً أو أكثر. وبلغ متوسط حجم الأسرة المعيشية 2.43، أما متوسط حجم العائلات فبلغ 2.99.
بلغ العمر الوسطي للسكان 40.6 عاماً. وكانت نسبة 25.3% من القاطنين تحت سن الثامنة عشر، وكانت نسبة 7.5% بين الثامنة عشر والرابعة والعشرين عاماً، ونسبة 21.1% كانت واقعةً في الفئة العمرية ما بين الخامسة والعشرين والرابعة والأربعين عاماً، ونسبة 27.9% كانت ما بين الخامسة والأربعين والرابعة والستين، ونسبة 18.1% كانت ضمن فئة الخامسة والستين عاماً فما فوق. وتوزع التركيب الجنسي للسكان بنسبة 46.8% ذكور و53.2% إناث.